# 予定死亡率
予定死亡率（よていしぼうりつ）とは、保険料や責任準備金の計算に使用する死亡率のことである。
将来の保険金支払が確実に行われるようにするため、予定死亡率は、実際に見込まれる死亡率と比べ、高めの水準に設定される。当初の予定死亡率と実際の死亡率の差は「死差（損）益」と呼ばれ、生命保険会社の収益のひとつであり、利源分析により把握される。